# Livro de Cozinha da Infanta Dona Maria
Il Livro de cozinha da Infanta Dona Maria è un manoscritto appartenuto a Maria d'Aviz di Portogallo, figlia di Isabella di Braganza e del principe Eduardo d'Aviz, nipote del Re Manuele I, andata in sposa al Duca Alessandro Farnese nel 1565. Il testo viene considerato il più antico libro di cucina portoghese.

## Storia
Le prime notizie risalgono al 1895 quando viene brevemente citato come codice I.E.33 da Alfonso Miola tra i manoscritti portoghesi della Biblioteca Nazionale di Napoli, a cui seguirono gli studi di Achille Pellizzari ad inizio '900. Fu oggetto di un articolo di Guido Battelli nel 1940 e di un'analisi dello studioso americano Kimberley S. Roberts. Nel 1963 Erilde Reali raccolse e rettificò alcuni dei precedenti studi.
La prima pubblicazione integrale risale al 1967 a cura di Giacinto Manuppella, all'epoca docente dell'università di Coimbra.
Già nel 1963 Antônio Gomes Filho, nel testo Um tratado da cozinha portuguesa do século XV, aveva presumibilmente adattato il manoscritto originario al portoghese moderno trasformando tra l'altro le unità di misura che vi venivano utilizzate in litri, grammi e chili. Di tale adattamento esiste una traduzione in inglese moderno a cura di Fernanda Gomes.
Il codice è formato da 73 pagine, numerate a matita e di cui alcune bianche, e rilegato in pelle. Riportava sul dorso il titolo, in parte errato, Tratado di cucina Spagna e il giglio farnesiano, poi rimossi nella rilegatura restaurata. Nelle prime pagine è, invece, riportato il titolo Trattato di cucina Spagnuolo. È stato sottoposto a restauro nel 1957 presso la Biblioteca Criptense dell'Abbazia di Santa Maria di Grottaferrata. Nel testo è riscontrabile l'utilizzo di almeno due grafie diverse.
Non si conoscono né l'anno di scrittura né l'autore. Dagli studi di Manuppella il codice è databile tra la fine del XV secolo e l'inizio del seguente. Facente parte del nucleo di manoscritti portoghesi del Fondo Farnesiano, era fra i libri appartenenti alla principessa Maria d'Aviz e giunse probabilmente in Italia con lei in occasione delle nozze con Alessandro Farnese celebrate a Bruxelles.
Oltre allo studio sugli ingredienti, gli attrezzi e le metodologie di preparazione degli alimenti utilizzate, il testo rappresenta una testimonianza sulla società dell'epoca.
Al libro sono stati dedicati diversi studi e analisi oltre che storiche e gastronomiche anche filologiche e lessicali.

## Contenuti
Il manoscritto è formato da quattro quaderni che riportano complessivamente 67 ricette. Il primo include 26 ricette a base di carne, il secondo 4 ricette con le uova, il terzo 7 ricette a base di latte e il quarto contiene 24 ricette per la preparazione delle conserve. Sono, inoltre, presenti 6 note separate riguardanti l'ambito domestico.
Tra i preparati presentati nel testo vi è un riferimento al “vinho de açucar”, un distillato comune in Brasile come Cachaça.